# Uroobovella leleupi
Uroobovella leleupi es una especie de arácnido del orden Mesostigmata de la familia Urodinychidae.

## Distribución geográfica
Se encuentra en la isla Santa Elena.